# عبد الله أحمد أدو
عبد الله أحمد أدو Abdullahi Ahmed Addou سياسي ودبلوماسي صومالي. يعتبر من السياسيين البارزين حيث شغل مقعدا في الحكومة، ومثل الصومال في الأمم المتحدة.
ولد في مايو 1936 في مدينة براوا في منطقة شابيل السفلى في الصومال. شغل منصب سفير الصومال إلى الأمم المتحدة فترتين آخرهما من عام 1986 حتى 1988. كما شغل منصب وزير المالية من 1980 إلى 1984.